# (4865) Sor
(4865) Sor – planetoida z pasa głównego asteroid okrążająca Słońce w ciągu 5,33 lat w średniej odległości 3,05 j.a. Odkrył ją Tsutomu Seki 18 października 1988 roku. Nazwa planetoidy upamiętnia Fernanda Sora – hiszpańskiego gitarzystę.